# Холодная война
Холодная война (англ. Cold War) — глобальное геополитическое, военное, технологическое, экономическое и идеологическое противостояние мирового масштаба в период с 1946 до 1991 года между двумя блоками государств с различными социальными и экономическими системами: социалистическим, во главе с СССР, ОВД и СЭВ, и капиталистическим, во главе с США, НАТО и ЕЭС, завершившееся фактической победой США и распадом СССР.
Центром социалистического лагеря был СССР, центром капиталистического Западного мира — США. Эта конфронтация не была войной в международно-правовой терминологии. Также одной из главных составляющих конфронтации была идеологическая борьба — то есть борьба СССР и США за доминирующее положение в мировом общественном мнении.
Внутренняя логика противостояния требовала от сторон участия в конфликтах и вмешательства в развитие событий в любой части мира. Усилия США и СССР направлялись, прежде всего, на доминирование в политической сфере. США и СССР создали свои сферы влияния, закрепив их военно-политическими блоками — НАТО и ОВД. Хотя Соединённые Штаты и Советский Союз не вступали официально в непосредственное военное столкновение, их соперничество за влияние приводило ко вспышкам локальных вооружённых конфликтов в различных частях третьего мира, протекавших обычно как опосредованные войны между двумя сверхдержавами.
Советско-китайский раскол, начавшийся в конце 1950-х годов, пик напряжённости в котором пришёлся на 1969 год, значительно ослабил позиции социалистического блока. КНР и несколько её государств-союзников отошли от безоговорочной поддержки СССР и конфронтации с США, что, несомненно, повлияло на процессы принятия решений в советском руководстве, и в конце концов, на последующий исход всего глобального противостояния.
По мнению ряда зарубежных исследователей, ответственность за развязывание холодной войны лежит как на СССР, так и на странах Запада.
Холодная война сопровождалась гонкой обычных и ядерных вооружений, временами угрожавшей привести к третьей мировой войне. Наиболее известным из таких случаев, когда мир оказывался на грани катастрофы, стал Карибский кризис 1962 года. В связи с этим в 1970-е годы со стороны США были предприняты усилия по «разрядке» международной напряжённости и ограничению вооружений, которые поддержал и СССР.
Объявленная пришедшим в 1985 году к власти в СССР Михаилом Горбачёвым политика перестройки привела к утрате руководящей роли КПСС. В декабре 1989 года на саммите на острове Мальта Горбачёв и Буш официально объявили об окончании холодной войны. Официальное документальное закрепление окончания холодной войны было осуществлено с принятием 21 ноября 1990 года на совещании глав государств и правительств СБСЕ «Парижской хартии для новой Европы» (от СССР её подписал М. С. Горбачёв).
В Восточной Европе коммунистические правительства, лишившись советской поддержки, были смещены ещё раньше, в 1989—1990 годах. Варшавский договор официально прекратил своё действие 1 июля 1991 года, а союзные власти потеряли управление в результате событий 19—21 августа 1991 года, что можно считать окончанием Холодной войны, хотя назывались и более поздние сроки. СССР, обременённый экономическим кризисом, а также социальными и межнациональными проблемами, распался в декабре 1991 года, что поставило финальную точку в Холодной войне. 1 февраля 1992 года в совместной декларации Российской Федерации и США, подписанной президентами Борисом Ельциным и Джорджем Бушем — старшим, был ещё раз документально закреплён факт окончания Холодной войны.

## История термина
Выражение «холодная война» впервые употребил писатель Джордж Оруэлл 19 октября 1945 года, в статье «Ты и атомная бомба» в британском еженедельнике «Трибьюн». Появление атомной бомбы в руках иных (кроме США) держав, по Оруэллу, могло бы привести к возникновению 2—3 «чудовищных сверхгосударств», которые, благодаря обладанию оружием, позволяющим уничтожить миллионы людей в считанные секунды, поделили бы мир между собой. Эти сверхдержавы, согласно Оруэллу, вероятнее всего заключили бы между собой негласное соглашение никогда не применять атомное оружие друг против друга; оставаясь непобедимыми, они находились бы в «состоянии постоянной „холодной войны“ со своими соседями» («in a permanent state of „cold war“ with its neighbors»). Такое развитие ситуации, по его мысли, положило бы «конец масштабным войнам ценой бесконечного продления „мира, который не есть мир“».
В своей статье в «Обсервер», от 10 марта 1946 года Оруэлл писал, что после конференции в Москве в декабре 1945 года «Россия начала вести „холодную войну“ против Британии и Британской империи».
В официальной обстановке выражение впервые употребил 16 апреля 1947 года Бернард Барух, советник президента США Гарри Трумэна, в речи перед палатой представителей штата Южная Каролина.

## История
Первый этап холодной войны включал в себя войну в Корее (1950—1953), а также кризисы в отношениях между
двумя военно-политическими блоками: два Берлинских (1948, 1961), Суэцкий (1956) и Карибский (1962). Последний настолько приблизил СССР и США к ядерной войне, что потребовал переоценки методов и целей холодной войны, завершив её первую часть.

### Начало холодной войны
Установление по завершении Второй мировой войны советского контроля над странами Восточной Европы, в особенности создание просоветского правительства в Польше в противовес польскому эмигрантскому правительству в Лондоне, привело к тому, что правящие круги Великобритании и США стали воспринимать СССР как угрозу.
Советские авторы утверждали, что «внешняя политика американского империализма, направленная на разжигание конфронтации, была связана с интересами монополистических кругов США и имела целью сохранение и упрочение капиталистической системы».
Целый ряд авторов уверенно относят предпосылки холодной войны к февралю 1945 года, когда по результатам Крымской (Ялтинской) конференции стало политически возможным провести раздел в мире по сферам влияния.
В апреле 1945 года премьер-министр Великобритании Уинстон Черчилль распорядился о подготовке плана вооружения немецко-фашистских пленных их же трофейным оружием для войны против СССР. Заданию предшествовали выводы, которые Черчилль представил в своих мемуарах.
22 июля 1945 года СССР предъявил территориальные претензии Турции и потребовал изменения статуса черноморских проливов, включая признание права СССР на создание военно-морской базы в Дарданеллах.
24 июля 1945 года, в ходе работы Потсдамской конференции, Трумэн уведомил Сталина, что США создали атомную бомбу, не говоря об этом прямо. В своём потсдамском дневнике Трумэн писал: «Мы разработали самое ужасное оружие в истории человечества… Это оружие будет применено против Японии… так, чтобы военные объекты, солдаты и моряки были целями, а не женщины и дети. Даже если японцы дикие — беспощадны, жестоки и фанатичны, то мы, как руководители мира, для общего блага не можем сбросить эту ужасную бомбу ни на старую, ни на новую столицу».
В первых числах августа 1945 года Трумэн инициировал проведение атомной бомбардировки городов Хиросима и Нагасаки, военное значение которых остаётся дискуссионным.
В октябре 1945 года штаб генерала Дуайта Эйзенхауэра по приказу президента Гарри Трумэна начал разработку на случай войны с СССР плана «Тоталити», предполагавшего сброс 20—30 ядерных бомб на 20 советских городов.
К марту 1946 года обострение отношений между союзниками усилилось из-за отказа СССР вывести оккупационные войска из Ирана (войска были выведены только в мае 1946 года, после завершения советско-иранских переговоров).
5 марта 1946 года Черчилль, тогда как частное лицо (на тот момент уже не занимавший пост премьер-министра Великобритании), в Фултоне (США, штат Миссури) выступил с речью, где заявил, что отношения СССР с одной стороны и США и Великобритании с другой стороны должны строиться на военном превосходстве стран, говорящих на английском языке и выдвинул идею создания военного союза англосаксонских стран для борьбы с мировым коммунизмом. Черчилль прежде всего решил укреплять отношения с США, так как они обладали монополией на ядерное оружие. Это заявление обострило противостояние между СССР и Западом и считается формальным началом холодной войны. Речь Черчилля очертила новую реальность, которую отставной английский лидер, после заверений в глубоком уважении и восхищении «доблестным русским народом и моим товарищем военного времени маршалом Сталиным», определил так:

…от Штеттина на Балтике до Триеста в Адриатике, железный занавес протянулся поперёк континента. По ту сторону воображаемой линии — все столицы древних государств Центральной и Восточной Европы. (…) Коммунистические партии, которые были очень небольшими во всех восточных государствах Европы, дорвались до власти повсюду и получили неограниченный тоталитарный контроль. Полицейские правительства преобладают почти повсеместно, и пока, кроме Чехословакии, нигде нет никакой подлинной демократии.
Турция и Персия также глубоко встревожены и обеспокоены требованиями, которые предъявляет к ним Московское правительство. Русские сделали попытку в Берлине создать квазикоммунистическую партию в их зоне оккупации Германии (…) Если теперь советское правительство попытается отдельно создать прокоммунистическую Германию в своей зоне, это причинит новые серьёзные трудности в британской и американской зонах и разделит побеждённых немцев между Советами и западными демократическими государствами.
(…) Факты таковы: это, конечно, не та освобождённая Европа, за которую мы боролись. Это не то, что необходимо для постоянного мира.

Черчилль призвал не повторять ошибок 1930-х годов и последовательно отстаивать ценности свободы, демократии и «Христианской цивилизации» против тоталитаризма, для чего необходимо обеспечить тесное единение и сплочение англосаксонских наций.
Неделей позже И. В. Сталин в интервью «Правде» поставил Черчилля в один ряд с Гитлером и заявил, что в своей речи тот призвал Запад к войне с СССР.
В 1946 году активизировались греческие повстанцы, руководимые коммунистами и подпитываемые поставками оружия из Албании, Югославии и Болгарии, где уже находились у власти коммунисты. К 1949 году гражданская война в Греции закончилась поражением коммунистов.
На Лондонском совещании министров иностранных дел СССР, для обеспечения безопасности своих границ ввиду очередного построения «антикоммунистического фронта», потребовал предоставления ему права протектората над Триполитанией (Ливией), чтобы обеспечить себе присутствие в Средиземноморье.
Часть политических деятелей Запада стала выступать за умиротворение СССР. Наиболее чётко эту позицию выразил министр торговли США Генри Уоллес. Он считал претензии СССР обоснованными и предлагал пойти на своеобразный раздел мира, признав за СССР право на доминирование в ряде районов Европы и Азии. Другой точки зрения придерживался Черчилль.

### «Длинная телеграмма» Кеннана
«Длинная телеграмма» — устоявшееся название телеграммы № 511 посольства США в Москве, отправленной заместителем посла Джорджем Ф. Кеннаном 22 февраля 1946 года, в которой он обрисовал невозможность сотрудничества с СССР и необходимость противостояния советской экспансии, поскольку, по его мнению, руководство СССР уважает только силу. Результаты анализа американским правительством и общественностью этой телеграммы и последовавшей статьи «Истоки советского поведения» за подписью «X» (написанной Кеннаном), привели к тому, что взгляды Кеннана стали определяющим фактором подхода США к отношениям с Советским Союзом и холодной войны; сам Кеннан стал известен как «архитектор холодной войны».
Зимой 1945/46 года казначейство США запросило от американского посольства в Москве объяснение причин, по которым СССР не поддерживает только что созданные Всемирный банк и Международный валютный фонд. Кеннан, который должен был ответить на вопрос, понял, что он не в состоянии ответить кратко и послал телеграмму в 10 тысяч слов, в которой дал анализ возможностей и перспектив в отношениях США и Советского Союза.
В телеграмме Кеннан
- предлагал прекратить «рузвельтовские» ожидания партнёрства с СССР;
- заявил, что советское руководство уважает только силу;
- высказал мнение, что советское руководство не верит в то, что с США может быть достигнуто постоянное состояние сосуществования;
- предупредил об органическом экспансионизме советских руководителей;
- предложил в качестве ответа «сдерживание» СССР и противодействие любым попыткам Советского Союза выйти за их пределы существующей сферы влияния.

### 1946—1953: начало противостояния

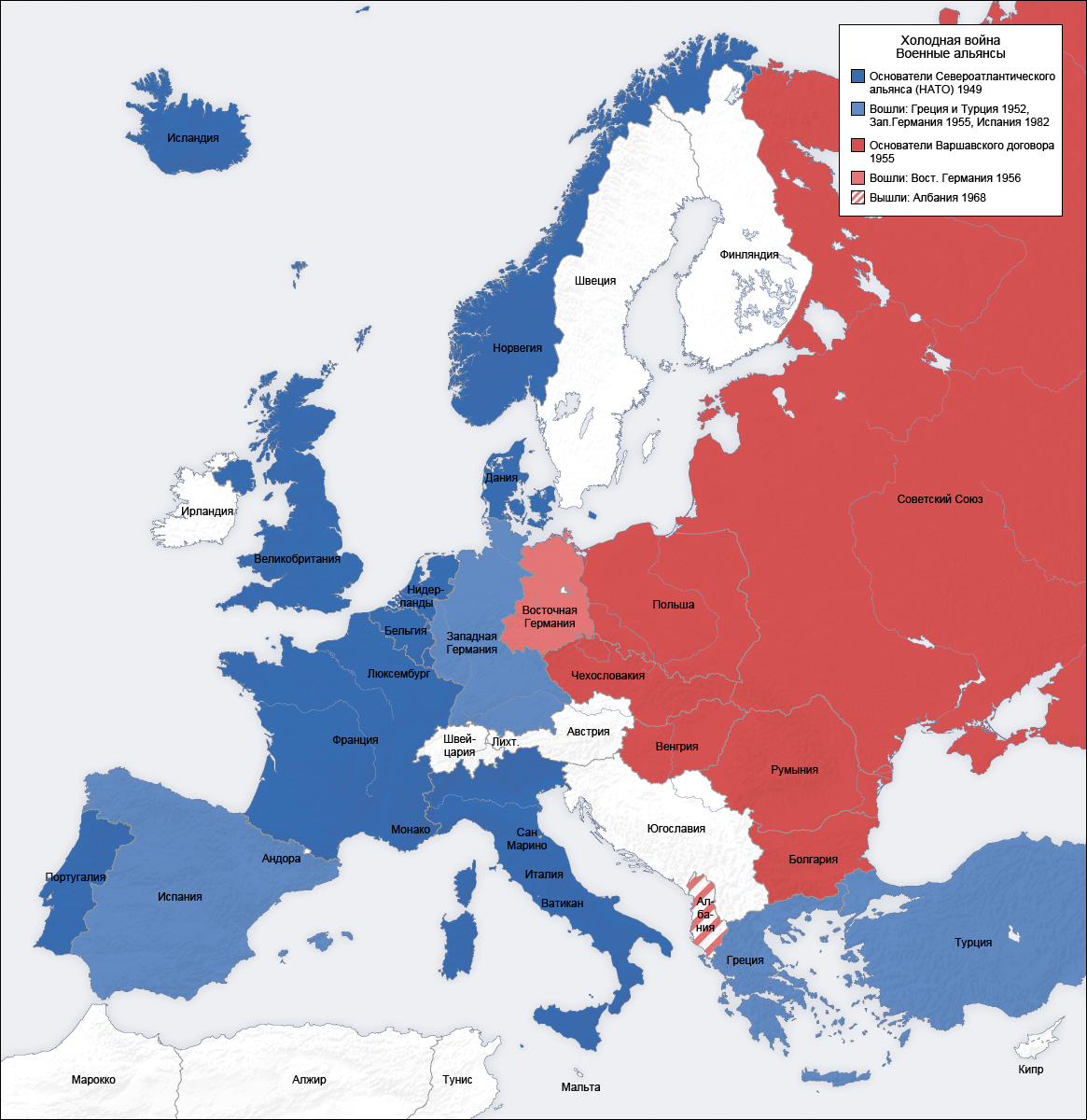
Противостоящие друг другу военно-политические блоки на территории Европы

12 марта 1947 года президент США Гарри Трумэн заявил о намерении предоставить Греции и Турции военную и экономическую помощь в размере 400 млн долларов. Одновременно он сформулировал задачи политики США, нацеленной на помощь «свободным народам, сопротивляющимся попыткам закабаления со стороны вооружённого меньшинства и внешнему давлению». Трумэн в этом заявлении, кроме того, определил содержание начинающегося соперничества США и СССР, как конфликта демократии и тоталитаризма. Так появилась на свет доктрина Трумэна, ставшая началом перехода от послевоенного сотрудничества СССР и США к соперничеству.
В 1947 году, по настоянию СССР, страны, им контролируемые, отказались от участия в плане Маршалла, согласно которому США предоставляли экономическую помощь странам, пострадавшим от войны, в обмен на исключение коммунистов из состава правительства.
В нарушение договорённости о совместном решении проблем по Германии США включили Западный Берлин в сферу действия «плана Маршалла». В ответ СССР начал транспортную блокаду Западного Берлина (июнь 1948).
В августе 1948 года Государственный департамент США использовал «Дело Касенкиной», чтобы обвинить генерального консула СССР в Нью-Йорке Якова Мироновича Ломакина в превышении дипломатических полномочий и объявить его персоной нон грата. В ответ СССР прекращает переговоры по Берлину и закрывает свои консульства в Нью-Йорке и Сан-Франциско.
Усилия СССР, в частности советской разведки, были направлены на то, чтобы ликвидировать монополию США на обладание ядерным оружием (см. Создание советской атомной бомбы). 29 августа 1949 года в Советском Союзе были проведены первые испытания ядерной бомбы. Американские учёные из Манхэттенского проекта и раньше предостерегали, что со временем СССР обязательно создаст свой собственный ядерный потенциал — тем не менее этот ядерный взрыв оказал ошеломляющее воздействие на военно-стратегическое планирование в США — главным образом, поскольку военные стратеги США не ожидали, что им придётся лишиться своей монополии так скоро. В то время ещё не было известно об успехах советской разведки, сумевшей проникнуть в Лос-Аламос.
С ещё большим охлаждением отношений между СССР и её бывшими союзниками в Европе стала нарастать военная угроза и уже весной 1948 года ЦРУ ожидало начала войны с СССР. В рамках операции ICON ЦРУ изучило более 30 различных эмигрантских групп и рекомендовало использовать против СССР «группу Гриньоха—Лебедя … как наиболее подходящую для тайных операций». В начатой в 1948 году под кодовым названием CARTEL операции основным партнёром была выбрана ОУН(б). ЦРУ обеспечивало финансовую, материальную поддержку и тренировочные базы, а также осуществляло подготовку агентов и их дальнейшую заброску по воздуху на территорию СССР. Вскоре операция получила кодовое название AERODYNAMIC.
В 1948 году США приняли «резолюцию Ванденберга» — официальный отказ США от практики неприсоединения к военно-политическим блокам за границами Западного полушария в мирное время.
В 1948 году численность американских войск в Германии составляла 140 000 человек, тогда как, по оценкам американской разведки на сентябрь 1948 года, численность советских войск в Германии и Польше составляла 485 000 человек, а общая численность советских войск в Европе составляла 1 785 000 человек. При этом в случае войны советские подкрепления могли прибыть в Германию гораздо быстрее, чем американские войска из-за океана.
Уже 4 апреля 1949 года было создано НАТО, а в октябре 1954 года ФРГ приняли в Западноевропейский союз, в который вошли все страны Западной и частично Центральной Европы, и в НАТО. Этот шаг вызвал негативную реакцию СССР.
В конце 1940-х годов в СССР усиливаются репрессии против инакомыслящих, которых, в частности, начинают обвинять в «преклонении перед Западом» (см. также статью Борьба с космополитизмом), а в США разворачивается кампания по выявлению сочувствующих коммунистам.
Хотя СССР теперь тоже располагал ядерным потенциалом, США были далеко впереди как по количеству зарядов, так и по числу бомбардировщиков. При любом конфликте США легко смогли бы нанести бомбовый удар по СССР, тогда как СССР с трудом смог бы ответить на это.
Переход к широкомасштабному использованию реактивных истребителей-перехватчиков несколько изменил эту ситуацию в пользу СССР, снизив потенциальную эффективность американской бомбардировочной авиации. В 1949 году Кертис Лемей, новый командующий Стратегическим авиационным командованием США, подписал программу полного перехода бомбардировочной авиации на реактивную тягу. В начале 1950-х на вооружение стали поступать бомбардировщики B-47 и B-52.
В апреле 1950 года президенту США Гарри Трумэну был предоставлен подготовленный Советом национальной безопасности США меморандум NSC 68, в котором был изложен план противостояния СССР.
Наиболее острый период противостояния двух блоков (СССР и США с их союзниками) пришёлся на годы Корейской войны (1950—1953).

### 1953—1962: оттепель
С наступлением хрущёвской «оттепели» угроза мировой войны отступила.
В мае 1955 года был подписан Варшавский договор, документ, оформивший создание военного союза европейских социалистических государств при ведущей роли СССР. Заключение договора явилось ответной мерой на присоединение ФРГ к НАТО.
18—23 июля 1955 года в Женеве состоялась встреча президента США Дуайта Дэвида Эйзенхауэра, председателя Совета министров СССР Николая Александровича Булганина, Первого секретаря ЦК КПСС Никиты Сергеевича Хрущёва, премьер-министра Франции Эдгара Фора и премьер-министра Великобритании Энтони Идена, посвящённая проблемам разрядки международной напряжённости.

Жуков говорит, что на Западе часто говорят о том, что у Советского Союза имеются мощные вооружённые силы, способные напасть на Западную Европу и на Америку. Он, Жуков, не будет скрывать, что Советский Союз располагает мощными наземными и военно-воздушными силами, располагает мощной стратегической авиацией, а также атомным и водородным оружием. Но Советский Союз создал всё это не со злым умыслом. Советский Союз вынужден иметь мощные вооружённые силы, хотя это и отражается на гражданской экономике СССР и удовлетворении потребностей народа. Мы не хотим повторения 1941 года. Тем более Советский Союз не может ослабить себя перед лицом угроз, с которыми выступают ответственные военные руководители, включая военных руководителей Североатлантического пакта. Они открыто заявляют о своей готовности разгромить Советский Союз атомными бомбами с военных баз, расположенных вокруг границ СССР. Как полководец Эйзенхауэр поймёт, что Советский Союз не может играть в свою безопасность, да и сами США не делают этого. Поэтому надо попытаться найти общий путь, общий язык между СССР и США, чтобы ликвидировать создавшееся недоверие и добиться дружбы между двумя странами. США — богатая страна, но, по моему мнению, и американский народ хотел бы облегчить бремя, которое он несёт в связи с гонкой вооружения.
Эйзенхауэр замечает, что это соответствует действительности…
…Эйзенхауэр говорит, что он хотел бы также упомянуть о некоторых событиях, как их понимает он и его правительство. Сразу же после окончания войны США настолько демобилизовали свои вооружённые силы, что у них не хватало войск даже для того, чтобы оккупировать Германию, Японию и Южную Корею и иметь при этом достаточный резерв в США. Правительство США поступило таким образом потому, что считало, что настала новая эра всеобщего мира.
Однако, как только США демобилизовались, они обнаружили, что на них начинают нажимать со всех сторон. Их друзья в Греции подверглись нападению со стороны сил, которых поддерживали из Болгарии, а также в то время и из Югославии. Затем началась блокада Берлина, а на дальнем Востоке на Чан Кайши, который, как бы о нём ни думать, всё же был союзником во время войны, также начали нажимать со всех сторон. Наконец, началась корейская война и в результате всего этого США приняли решение начать вооружаться вновь в широких масштабах, хотя тот план, который они приняли, был весьма дорогостоящим и обременительным для американского народа. Соединённые Штаты пришли к выводу, что они должны действовать более твёрдо для того, чтобы защищать свои интересы, оказавшиеся под угрозой. Они начали оборонять Южную Корею, организовали воздушный мост в Германии и создали Североатлантический пакт. Они поступили таким образом потому, что пришли к убеждению, что Москва объединила в одно целое свои вооружённые силы и вооружённые силы Польши, Чехословакии и других восточно-европейских государств. Североатлантический пакт был создан для того, чтобы противодействовать этому, а также для того, чтобы Франция могла впредь не опасаться угрозы со стороны Германии. Таким образом, началась гонка вооружений, начали создаваться запасы атомных и водородных бомб, которые являются весьма дорогостоящими и, по его, Эйзенхауэра, мнению, бесполезными, если бы удалось восстановить доверие между государствами.
Жуков замечает, что, по его мнению, нет смысла ворошить прошлое. Он допускает, что в прошлом были сделаны ошибки как с той, так и с другой стороны, и он не исключает, что это было сделано из-за того, что поступала неправильная информация. Однако, по его мнению, в настоящее время надо смотреть не в прошлое, а в будущее…
…Эйзенхауэр говорит, что в произведениях Маркса, Энгельса, Ленина, Сталина содержатся положения о насильственном уничтожении капиталистической системы, в которую он, Эйзенхауэр, верит. Эти положения марксистского учения никогда не были отвергнуты советскими руководителями и они являются одной из основных причин, вызывающих беспокойство у американского народа.
Жуков отмечает, что, по его мнению, это напрасная тревога, так как никакого руководства коммунистическим движением в мировом масштабе не существует. Он может сказать Эйзенхауэру, что Коммунистическое Информационное Бюро не собиралось с 1949 года для обсуждения каких-либо вопросов. Если бы руководство иностранными коммунистическими партиями существовало, то, вероятно, в первую очередь оно обратило бы внимание на американскую коммунистическую партию и постаралось поднять её количественно и качественно до уровня, который позволил бы ей попытаться свергнуть капитализм в США.
Однако известно, что американская коммунистическая партия одна из самых слабых компартий. Вопрос о том, какой общественный строй будет существовать в Америке — мы считаем это дело самого американского народа. Что касается учения Маркса, то оно существует уже свыше 100 лет и признаётся многими людьми многих стран, так же как существует много последователей капиталистической системы. Это дело совести каждого человека.
Эйзенхауэр замечает, что в марксистском учении всё же говорится о насильственном свержении капиталистического строя. Однако его, Эйзенхауэра, обнадёживают два обстоятельства: во-первых, то, что, как говорит Жуков, не существует централизованного руководства над коммунистическими партиями в различных странах и, во-вторых, то что та часть марксистской доктрины, которая говорит о насильственном свержении существующего строя, возможно, забыта или отложена в сторону.
Эйзенхауэр высказывает далее сожаление, что две величайших державы на земном шаре с огромными производственными возможностями не могут утолить все свои ресурсы на благо своих народов, а также народов других стран. Для того, чтобы они могли делать это, необходимо, прежде всего устранить существующий страх и добиться доверия между ними.
Жуков говорит, что дело надо вести к тому, чтобы установить тесные отношения и помогать друг другу. Что касается того, отложены ли или забыты те или иные положения марксистской науки, то дело не в этом, а в том, что, как считают в Советском Союзе, в каждой стране одна общественная формация может быть сменена другой, более прогрессивной общественной формацией, но различными способами. В одном случае это может произойти в результате войны, в другом — в результате революции, в третьем — при других обстоятельствах. Нет общего рецепта для прогрессивного развития того или иного государства. Форма общественного строя — это внутреннее дело каждого народа. Что касается Советского Союза, то он не намерен вмешиваться во внутренние дела других государств.

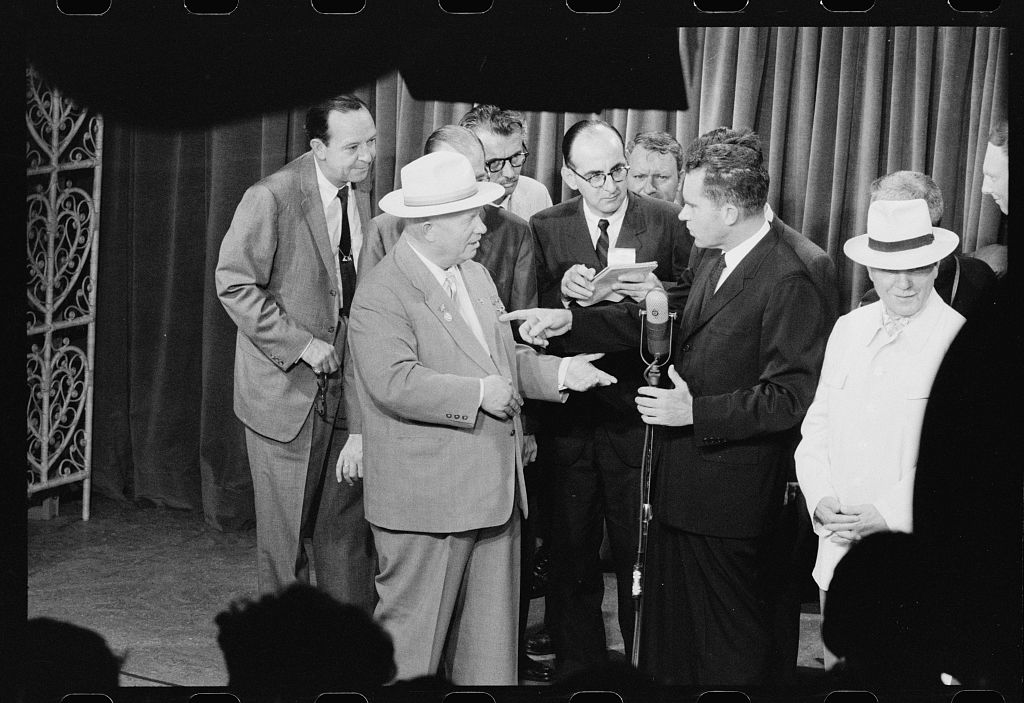
«Кухонные дебаты» Н. С. Хрущёва и вице-президента США Р. Никсона 24 июля 1959 года на открытии Американской национальной выставки «Промышленная продукция США» в выставочном центре парка «Сокольники» в Москве. Никсон и Хрущёв обсуждали достоинства капитализма и социализма.

В 1959 году Хрущёв посетил США. Это был первый в истории визит советского вождя в США. Хрущёв был так воодушевлён своей поездкой, что созвал многолюдный митинг в Москве, на котором восхвалял миролюбие Эйзенхауэра, его политическую мудрость, прямоту и честность.

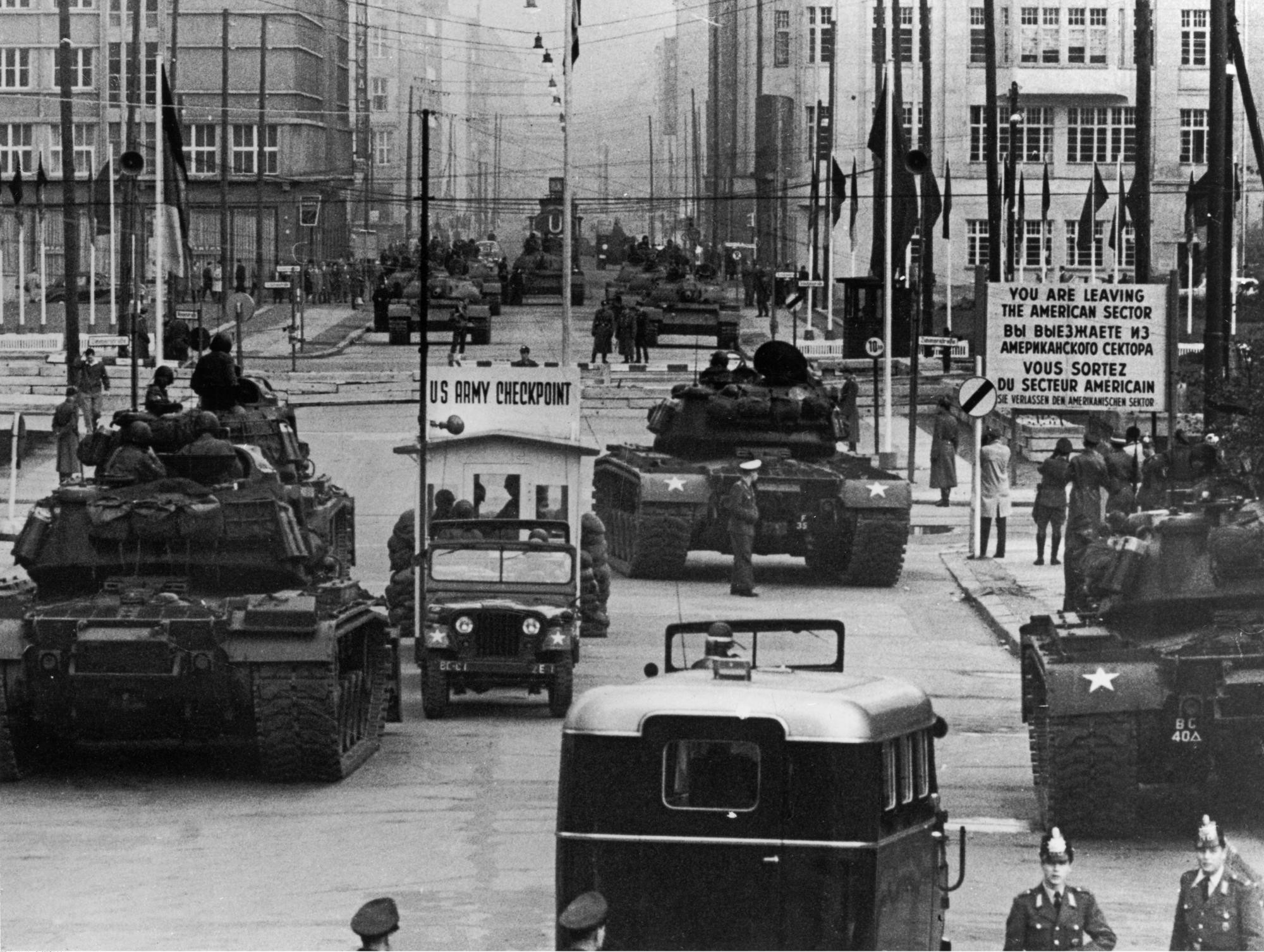
Танковое противостояние у КПП «Чарли», октябрь 1961 года

Однако, несмотря на некоторое потепление отношений между сверхдержавами, на 1953—1956 годы приходятся события 17 июня 1953 года в ГДР, события 1956 года в Польше, антикоммунистическое восстание в Венгрии, Суэцкий кризис.
В ответ на численное увеличение советской бомбардировочной авиации в 1950-е годы США создали вокруг крупных городов довольно крепкую эшелонированную систему ПВО, предусматривающую использование самолётов-перехватчиков, зенитной артиллерии и ракет «земля — воздух». Но во главе угла всё же стояло строительство огромной армады ядерных бомбардировщиков, которым было предназначено сокрушить оборонительные рубежи СССР — поскольку считалось невозможным обеспечить эффективную и надёжную защиту столь обширной территории.
Такой подход прочно укоренился в стратегических планах США — считалось, что причин для особого беспокойства нет, пока стратегические силы США своей мощью превосходят общий потенциал советских вооружённых сил. Более того — по мнению американских стратегов, советская экономика, разрушенная в годы войны, вряд ли была способна на создание адекватного контрсилового потенциала.
Однако СССР быстро создал собственную стратегическую авиацию и испытал в 1957 году межконтинентальную баллистическую ракету (МБР) Р-7, способную достигать территории США. С 1959 года в Советском Союзе началось серийное производство МБР, а в январе 1960 года ракета была испытана на предельной дальности (в 1958 году свою первую МБР «Атлас» испытали и США). С середины 1950-х годов в США начинают осознавать, что в случае ядерной войны СССР сумеет нанести ответный контрценностный удар по американским городам. Поэтому с конца 1950-х годов военные эксперты признают, что тотальная ядерная война США с СССР становится невозможной.
Скандал с американским самолётом-шпионом U-2 (1960) привёл к новому обострению отношений СССР и США, пиком которого явились Берлинский кризис 1961 года и Карибский кризис (1962). Кроме того, в 1961 году в СССР проходят показательные испытания термоядерной бомбы «Царь-бомба», также известной как «Кузькина Мать». Использование таких бомб было бы неэффективно в реальных боевых условиях, однако испытания были беспрецедентными по масштабу и накалили международную обстановку.

### 1962—1979: «Разрядка»

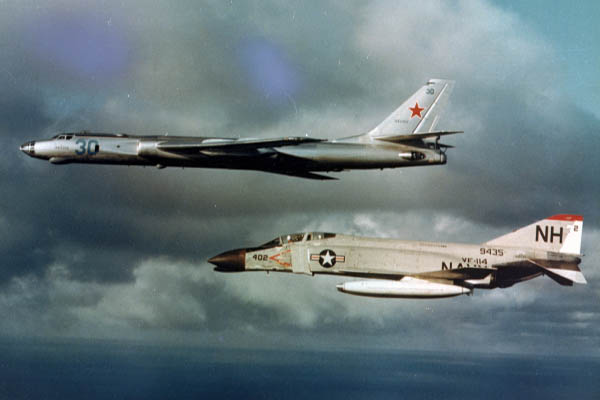
Основными задачами советских бомбардировщиков Ту-16 в годы «холодной войны» было слежение за авианосными ударными группами США. На фото — Ту-16 в сопровождении истребителя F-4 «Фантом» ВМС США, Тихий океан, 1963 год

Продолжавшаяся гонка ядерных вооружений, сосредоточение управления ядерными силами Запада в руках США и ряд инцидентов с носителями ядерного оружия вызвали усиливающуюся критику ядерной политики США. Противоречия в принципах управления ядерным оружием в командовании НАТО привели к выходу Франции в 1966 из участия в формировании вооружённых сил этой организации. 17 января 1966 года произошёл один из крупнейших инцидентов с ядерным оружием: авиакатастрофа американского стратегического бомбардировщика B-52G с термоядерным оружием на борту столкнулся с самолётом-топливозаправщиком KC-135 во время дозаправки в воздухе.
После этого инцидента Испания отказалась осудить выход Франции из НАТО и ограничила военную деятельность ВВС США на территории страны, приостановив испано-американский договор 1953 года о военном сотрудничестве; переговоры о возобновлении этого договора в 1968 году окончились неудачей.
В ФРГ приход к власти социал-демократов во главе с Вилли Брандтом ознаменовался новой «восточной политикой», результатом которой стали Московский договор между СССР и ФРГ 1970 года, зафиксировавший нерушимость границ, отказ от территориальных претензий и декларировавший возможность объединения ФРГ и ГДР.
В 1968 году попытки демократических реформ в Чехословакии (Пражская весна) вызвали военную интервенцию СССР и его союзников.
Однако Брежнев, в отличие от Хрущёва, не питал склонности ни к рискованным авантюрам за пределами чётко очерченной советской сферы влияния, ни к экстравагантным «мирным» акциям; 1970-е годы прошли под знаком так называемой «разрядки международной напряжённости», проявлениями которой стали Совещание по безопасности и сотрудничеству в Европе (Хельсинки) и совместный советско-американский полёт в космос (программа «Союз — Аполлон»); тогда же были подписаны договоры по ограничению стратегических вооружений. Во многом это определялось экономическими причинами, так как СССР уже тогда начал испытывать всё более острую зависимость от закупок потребительских товаров и продовольствия (для которых требовались валютные кредиты), Запад же в годы нефтяного кризиса, вызванного арабо-израильским противостоянием, был крайне заинтересован в советской нефти. В военном отношении базой «разрядки» стал сложившийся к тому времени ракетно-ядерный паритет блоков.

Количество союзнических войск и зоны их ответственности в 1973 г. Красный цвет — страны Варшавского договора, Синий цвет — страны НАТО

17 августа 1973 года министр обороны США Джеймс Шлезингер выдвинул доктрину «обезглавливающего» удара: поражение командных пунктов и узлов связи противника с помощью ракет средней и меньшей дальности, крылатых ракет, обладающих лазерными, телевизионными и инфракрасными системами наведения на цели. Такой подход предполагал выигрыш в «подлётном времени» — поражение командных пунктов до того момента, как противник успеет принять решение об ответно-встречном ударе. Упор в средствах сдерживания смещался со стратегической триады на средства средней и меньшей дальности. В 1974 году этот подход был закреплён в ключевых документах по ядерной стратегии США. На этой основе США и другие страны НАТО начали модернизацию средств передового базирования (Forward Base Systems) — американского тактического ядерного оружия, размещённого на территории Западной Европы или у её побережья. Одновременно США начали создание нового поколения крылатых ракет, способных максимально точно поражать заданные цели.
Эти шаги вызвали опасения в СССР, поскольку средства передового базирования США, а также «независимые» ядерные потенциалы Великобритании и Франции были способны поражать цели в европейской части Советского Союза. В 1976 году министром обороны СССР стал Дмитрий Устинов, который склонялся к жёсткому ответу на действия США. Устинов выступал не столько за наращивание сухопутной группировки обычных вооружённых сил, сколько за совершенствование технического парка Советской Армии. Советский Союз начал модернизацию средств доставки ядерного оружия средней и меньшей дальности на европейском театре военных действий.
Под предлогом модернизации устаревших комплексов Р-12 и Р-14 (SS-4 и SS-5) СССР приступил к развёртыванию ракет средней дальности РСД-10 «Пионер» (SS-20). В декабре 1976 года ракетные системы были развернуты, а в феврале 1977 года — поставлены на боевое дежурство в европейской части СССР. Всего было развернуто около 300 ракет подобного класса, каждая из которых была оснащена тремя боевыми разделяющимися головными частями индивидуального наведения, имела большую точность, более мобильна и большую дальность применения. Это позволяло СССР в считанные минуты уничтожить военную инфраструктуру НАТО в Западной Европе — центры управления, командные пункты и, особенно, порты, что в случае войны делало невозможным высадку американских войск в Западной Европе. Одновременно СССР модернизировал размещённые в Центральной Европе силы общего назначения — в частности, модернизировал дальний бомбардировщик Ту-22М до стратегического уровня.

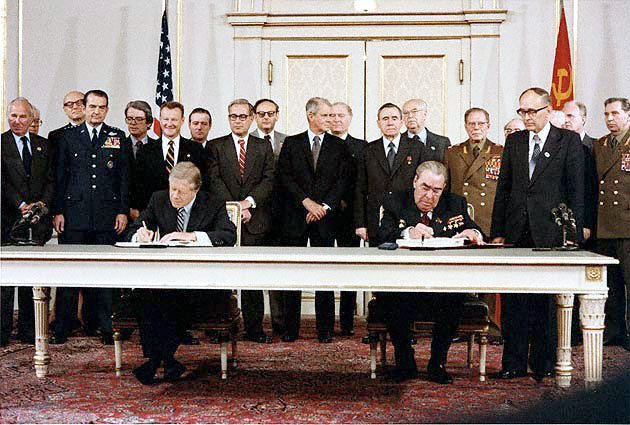
Дж. Картер и Л. И. Брежнев подписывают договор об ограничении стратегических вооружений (ОСВ-II), Вена, 18 июня 1979 г.

Действия СССР по развёртыванию ракет средней дальности РСД-10 «Пионер» (SS-20) вызвали негативную реакцию стран НАТО. 12 декабря 1979 года было принято двойное решение НАТО — развёртывание американских ракет средней дальности на территории стран Западной Европы, которые имели меньшую дальность чем «Пионер» и одну боеголовку, и одновременно начало переговоров с СССР по проблеме евроракет по двухстороннему уничтожению ракет средней дальности. Однако переговоры зашли в тупик.

### 1979—1987: новый виток противостояния
Новое обострение наступило в 1979 году в связи с вводом советских войск в Афганистан, что на Западе восприняли как нарушение геополитического равновесия и переход СССР к политике экспансии.

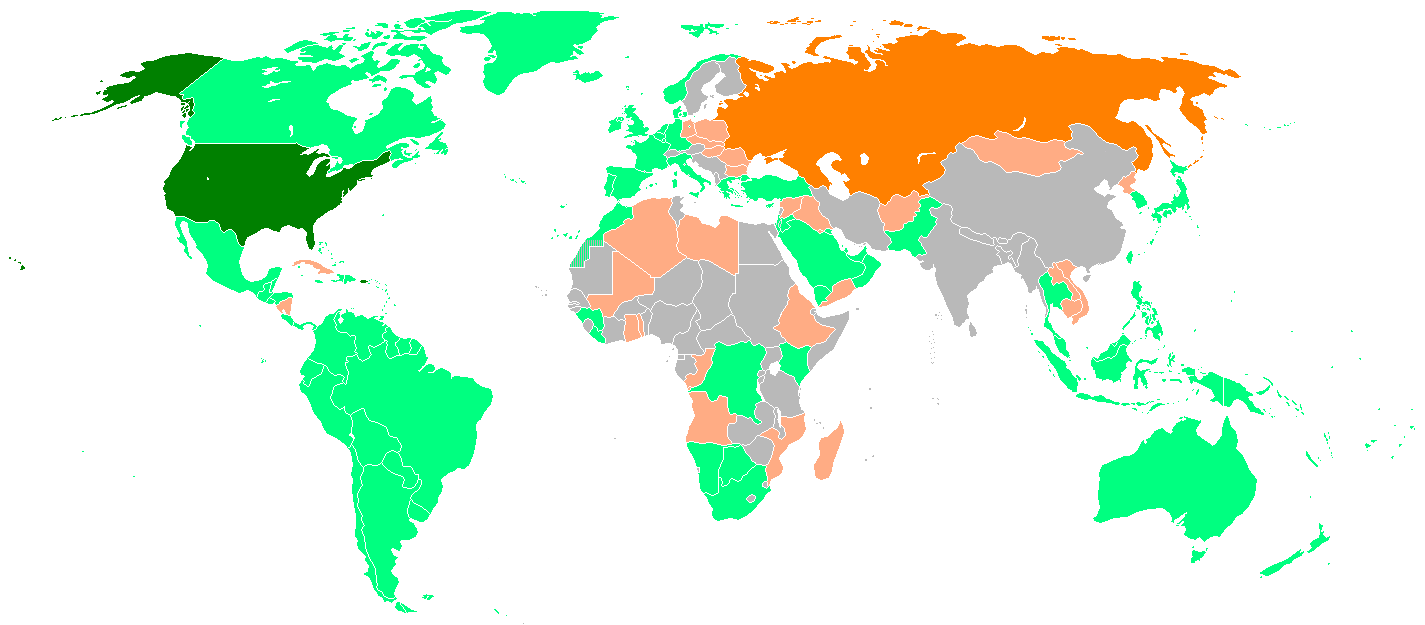
Сферы влияния в мире в конце Холодной войны. Сфера влияния США показана зелёным цветом. Сфера влияния СССР показана оранжевым цветом.

В 1981 году в США началось производство нейтронного оружия — артиллерийских снарядов и боеголовок ракеты малой дальности «Ланс». Аналитики предполагали, что это оружие может быть использовано для отражения наступления войск Варшавского договора в Центральной Европе.
Согласно имеющимся данным, в мае 1981 года советские разведслужбы (КГБ и ГРУ) начали операцию «Ракетно-ядерное нападение» (операция РЯН) — для выработки средств противодействия нападению с использованием ядерного оружия. Летом 1982 года были проведены учения Щит-82 странами Варшавского договора, с большим применением ракетного и противоракетного оружия со стороны СССР. 8 марта 1983 года президент США Рональд Рейган в своём выступлении назвал СССР «Империей зла», а 23 марта 1983 года провозгласил Стратегическую оборонную инициативу (СОИ), также известная, как «Звёздные войны».
Обострение достигло пика осенью 1983 года, когда советскими силами ПВО 1 сентября 1983 года был сбит южнокорейский гражданский авиалайнер, на борту которого находилось 269 человек.
В ноябре 1983 года СССР вышел из проходивших в Женеве переговоров по евроракетам. Генеральный секретарь ЦК КПСС Юрий Андропов заявил, что СССР предпримет ряд контрмер: разместит оперативно-тактические ракеты-носители ядерного оружия на территории ГДР и ЧССР и выдвинет советские атомные подводные лодки ближе к побережью США. В 1983—1986 годах советские ядерные силы и система предупреждения о ракетном нападении находились в состоянии повышенной боевой готовности.
В декабре 1983 года США в соответствии с Двойным решением НАТО в ответ на размещенные баллистические ракеты средней дальности «Пионер» начал развертывать на территории ФРГ баллистические ракеты средней дальности «Першинг-2», а также крылатые ракеты наземного базирования BGM-109G «Томагавк» в ФРГ, Великобритании, Италии, Нидерландах и Бельгии.
16 февраля 1985 года была провозглашена Доктрина Рейгана, в соответствии с которой администрация США переходила к открытой поддержке антикоммунистических и антисоветских повстанческих движений в Азии, Африке и Латинской Америке. Прежде всего это касалось военных конфликтов в Никарагуа, в Афганистане, в Анголе, в Мозамбике, в Камбодже, в Лаосе, в Эфиопии. Афганские моджахеды, Никарагуанское сопротивление, ангольская УНИТА, Мозамбикское национальное сопротивление, Коалиционное правительство Демократической Кампучии, Этническая организация освобождения Лаоса стали получать активную военно-техническую либо политико-дипломатическую помощь. 2 июня 1985 в ангольском городе Джамба состоялась конференция антикоммунистических партизанских формирований Анголы, Никарагуа, Афганистана и Лаоса, учредившая Демократический интернационал.
Пришедший к власти в СССР в 1985 году Михаил Сергеевич Горбачёв с самого начала взял курс на улучшение отношений с США и Западом, однако, поначалу он действовал в духе «разрядки» 1970-х — в 1985—1986 гг. выдвигались новые громкие мирные инициативы, но при этом внешняя политика СССР оставалась довольно жёсткой. В частности, в 1985—1986 годах произошли несколько советско-американских дипломатических скандалов, завершившихся высылкой дипломатов с обеих сторон.
Первая встреча Горбачёва с президентом США Рональдом Рейганом в Женеве осенью 1985 года завершилась мало к чему обязывающей торжественной Декларацией о недопустимости ядерной войны. 15 января 1986 г. было опубликовано «Заявление Советского правительства», содержавшее программу ядерного разоружения к 2000 году. СССР призывал ведущие страны мира присоединиться к соблюдавшемуся Советским Союзом с лета 1985 года мораторию на ядерные испытания и поэтапно сократить различные виды ядерного оружия.
Некоторым коррективам была подвергнута советская политика в Афганистане, где СССР произвёл в мае 1986 года замену руководства страны. Новый Генеральный секретарь НДПА Мохаммад Наджибулла провозгласил курс на национальное примирение, принял новую Конституцию, согласно которой был избран в 1987 году президентом Афганистана. Советский Союз стремился укрепить позиции нового руководства, чтобы впоследствии начать вывод советских войск из страны.
Несмотря на относительную жесткость советской внешней политики на первом этапе перестройки, первые признаки уступчивости[какие?] нового руководства начали проявляться уже в тот период. 

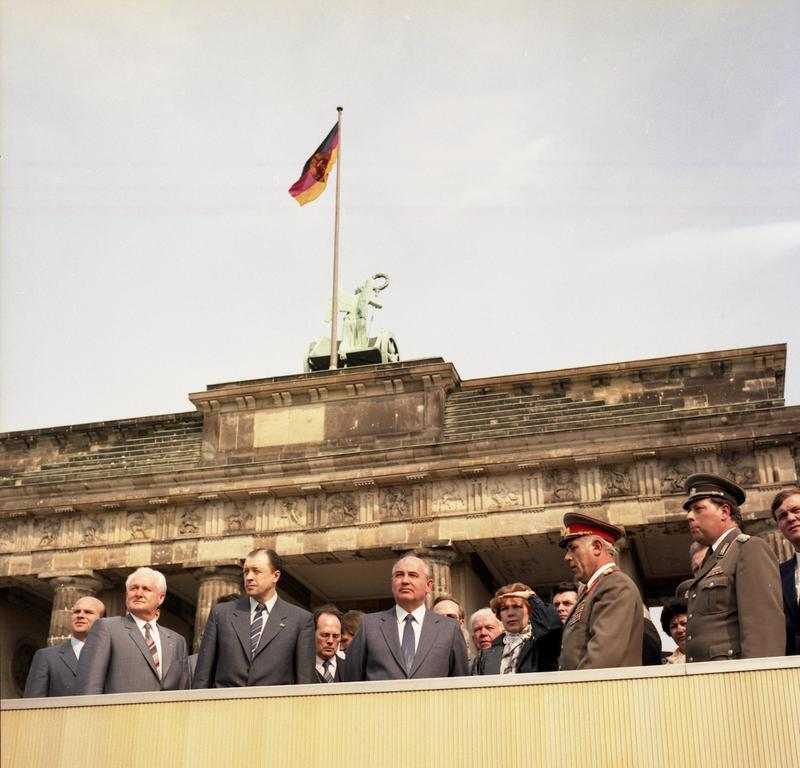
Михаил Горбачёв у Бранденбургских ворот в Берлине. 1986 год

В октябре 1986 года состоялась встреча советского и американского лидеров в Рейкьявике, которая обозначила начало нового внешнеполитического курса СССР: Советский Союз впервые выразил готовность пойти на серьёзные уступки своим оппонентам. Хотя Горбачёв по-прежнему жёстко торговался по условиям договора и в конечном итоге встреча закончилась ничем, советские инициативы имели большой международный резонанс. Встреча в Рейкьявике во многом предопределила последующие события.

### Завершение холодной войны. 1987—1991: «новое мышление» Горбачёва и завершение противостояния
Уже с 1987 года ситуация начинает резко меняться. В этом году во внешней политике СССР происходит коренной поворот к так называемому «новому политическому мышлению», провозгласившему «социалистический плюрализм» и «приоритет общечеловеческих ценностей над классовыми». С этого момента идеологическое и военно-политическое противостояние начало быстро терять остроту.
Новая внешнеполитическая доктрина была обусловлена развитием политического процесса в СССР в сторону отказа от коммунистической идеологии, а также зависимостью экономики СССР от западных технологий и кредитов. Резкое падение цен на нефть привело к тому, что СССР пошёл на широкие уступки во внешнеполитической сфере. Распространено мнение о том, что это было связано также с тем, что возросшие в результате гонки вооружений военные расходы стали непосильными для советской экономики, однако ряд исследователей доказывает, что относительный уровень военных расходов в СССР не был чрезмерно высоким.

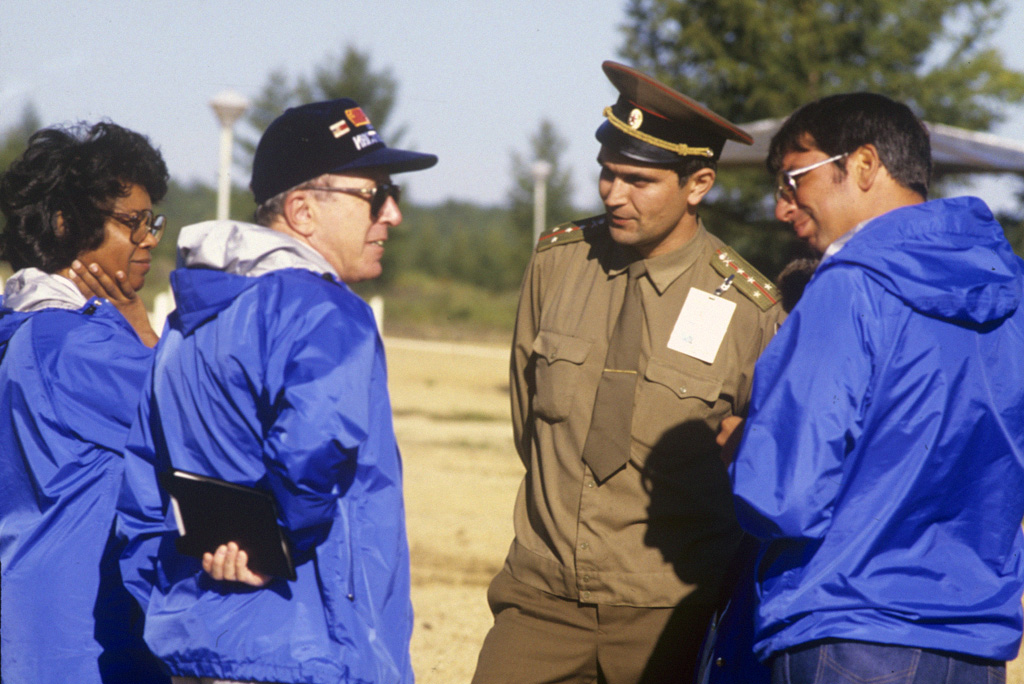
Американские военные инспекторы и капитан Советской армии. Ликвидация ракет РСД-10, Читинская область, 1988 год

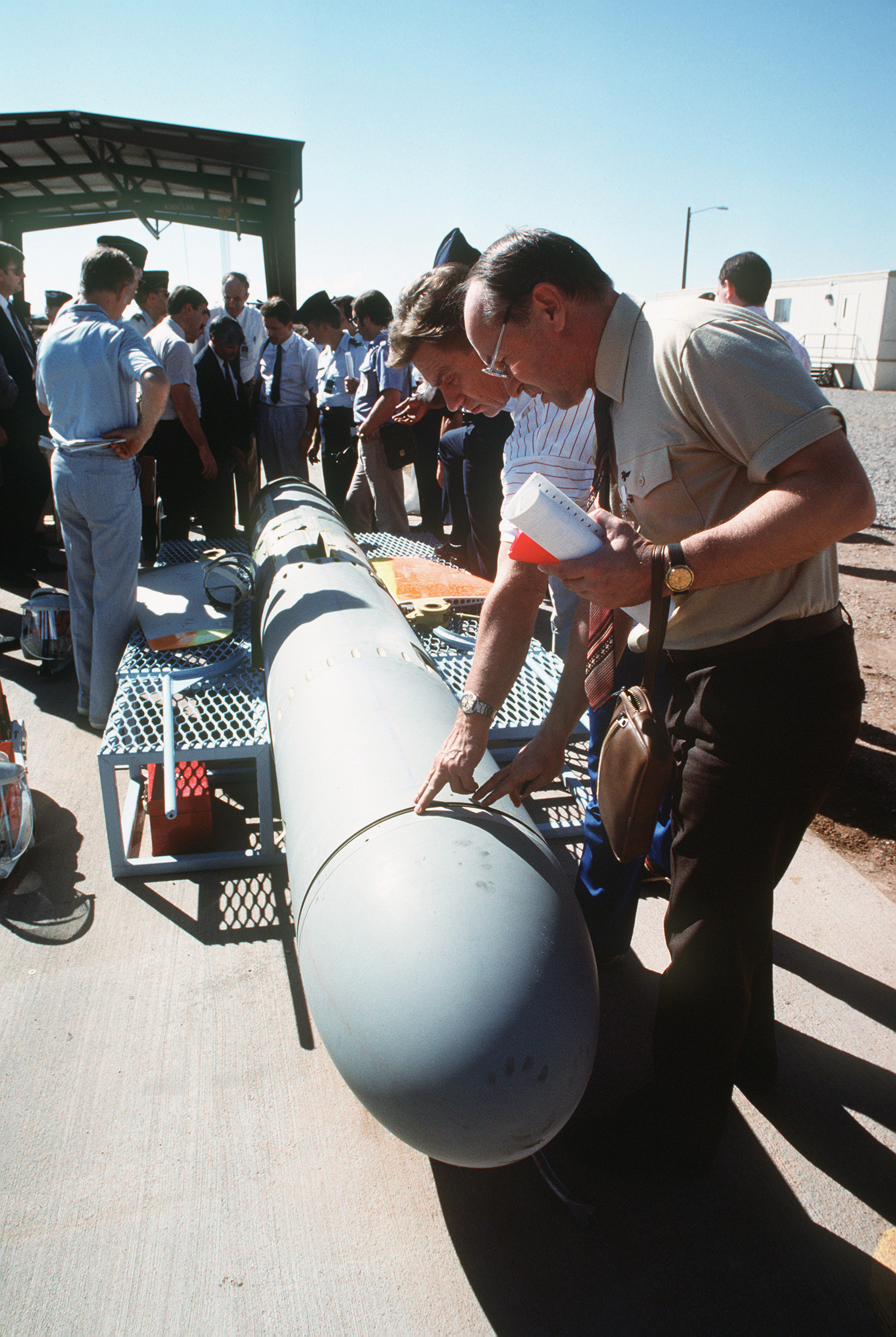
Советские инспекторы осматривают ракету Томагавк перед её уничтожением, 1988 год

Генеральный секретарь ЦК КПСС Михаил Горбачев, президент США Рональд Рейган (в центре) и вице-президент США Джордж Буш (слева) на прогулке по острову Говернорс-Айленд во время визита М. Горбачева в США в 1988 году.

В 1987 году страны Варшавского договора выработали новую, сугубо оборонительную военную доктрину, предусматривающую сокращение в одностороннем порядке вооружений до пределов «разумной достаточности». Сопротивление новому курсу во внешней политике отдельных представителей военного руководства было предотвращено чисткой в армии после беспрепятственного приземления 28 мая 1987 года на Красной площади самолёта гражданина ФРГ Матиаса Руста. Новым министром обороны 30 мая 1987 года стал генерал армии Дмитрий Тимофеевич Язов, сменивший в этой должности Сергея Леонидовича Соколова.
Основные идеи нового внешнеполитического курса были сформулированы Горбачёвым в его книге «Перестройка и новое мышление для нашей страны и для всего мира», вышедшей в октябре 1987 года. Согласно Горбачёву, все идеологические и экономические разногласия между мировыми системами социализма и капитализма должны отступить перед необходимостью защиты общечеловеческих ценностей. В этом процессе страны-лидеры должны жертвовать своими интересами в пользу малых стран, общих целей мира и разрядки в силу того, что для выживания в ядерный век нужна взаимная добрая воля.
Помимо самого М. С. Горбачёва и министра иностранных дел СССР Эдуарда Амвросиевича Шеварднадзе, большую роль в разработке и реализации концепции «нового мышления» сыграл Александр Николаевич Яковлев, с сентября 1988 года занимавший должность председателя Комиссии ЦК КПСС по вопросам международной политики.
С 1987 года накал противостояния США и СССР начал резко снижаться, и за последующие 2-3 года конфронтация полностью сошла на нет. Однако ослабление противостояния было достигнуто во многом за счёт уступчивости советского руководства. М. С. Горбачёв и его окружение пошли на значительные уступки при заключении Договора о ракетах средней и меньшей дальности (подписан 8 декабря 1987 года на состоявшейся в Вашингтоне встрече Р. Рейгана и М. С. Горбачёва).
В 1988 году начинается вывод советских войск из Афганистана. В декабре того же года Горбачёв, выступая на сессии Генеральной Ассамблеи ООН с «программой ослабления противостояния», заявил об одностороннем сокращении советских вооружённых сил; 21 марта 1989 года вышло постановление Президиума Верховного Совета СССР о сокращении армии и начале конверсии (перехода на производство гражданской продукции) оборонных предприятий. Однако этим советские уступки не ограничились. Осенью 1989 года один за другим начали рушиться коммунистические режимы в Центральной и Восточной Европе, на что СССР никак не отреагировал. В октябре 1989 года был провозглашен официальный отказ от «доктрины Брежнева». Запад до последнего момента не мог поверить в то, что Горбачёв со своим «новым мышлением» зашёл так далеко. Смена власти во всех странах-сателлитах СССР привела к ликвидации советского блока, а вместе с ним и к фактическому прекращению холодной войны.

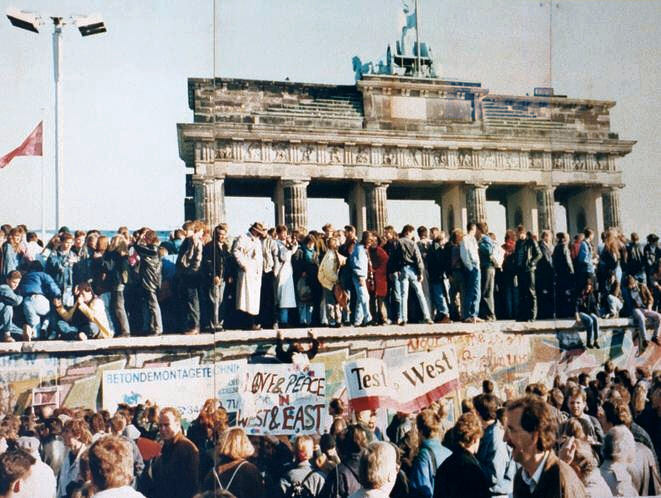
Ноябрь 1989 года. Берлинская стена с взобравшимися на неё немцами на фоне Бранденбургских ворот.

8 июня 1990 года было опубликовано Послание из Тёрнберри, названное первым официальным признанием окончания холодной войны.
9 ноября 1989 года, выступая на пресс-конференции, которая транслировалась по телевидению, представитель правительства ГДР Гюнтер Шабовски огласил новые правила выезда и въезда из страны. Согласно принятым решениям, граждане ГДР могли получить визы для немедленного посещения Западного Берлина и ФРГ. Сотни тысяч восточных немцев, не дожидаясь назначенного срока, устремились вечером 9 ноября к границе. Пограничники, не получившие приказов, пытались сперва оттеснить толпу, использовали водомёты, но затем, уступая массовому напору, вынуждены были открыть границу. Берлинская стена ещё стояла, но всего лишь как символ недавнего прошлого. Она была разбита, расписана многочисленными граффити, рисунками и надписями, берлинцы и посетители города старались унести на память кусочки, отбитые от некогда могущественного сооружения. В октябре 1990 последовало вступление земель бывшей ГДР в ФРГ, и Берлинская стена была за несколько месяцев снесена.
Считается, что точку в холодной войне поставила итоговая декларация, принятая на саммите НАТО в Лондоне 5-6 июля 1990 года. Согласно заложенной в ней идее создания новых европейских институтов, Советский Союз мог бы в них участвовать, чтобы стать частью новой Европы.
21 ноября 1990 года в Париже была подписана так называемая Хартия для новой Европы, провозгласившая фактический конец полувекового противостояния двух систем и начало новой эры «демократии, мира и единства».
Тем временем сам Советский Союз переживал глубокий кризис. Центральные власти начали терять контроль над союзными республиками. На окраинах страны вспыхивали межнациональные конфликты. В декабре 1991 года произошёл окончательный распад СССР.
В начале 1992 года президент России заявил о том, что ядерные ракеты перенацелены с объектов США и других западных стран на незаселённые территории Земли, а подписанная 1 февраля 1992 года в Кэмп-Дэвиде совместная декларация России и США официально положила конец холодной войне.
Во время следующего своего визита в США, состоявшегося 15—19 июня 1992 года, Ельцин в выступлении перед американским Конгрессом многократно подчёркивал необратимость падения «коммунистического идола». Был отчётливо обозначен переход от конфронтации к активному взаимодействию с западными странами. В одном из «черновых» вариантов речи даже звучит утверждение — Россия сделала свой выбор «между возвращением в мировое сообщество и репрессивным одиночеством».

## Проявления холодной войны

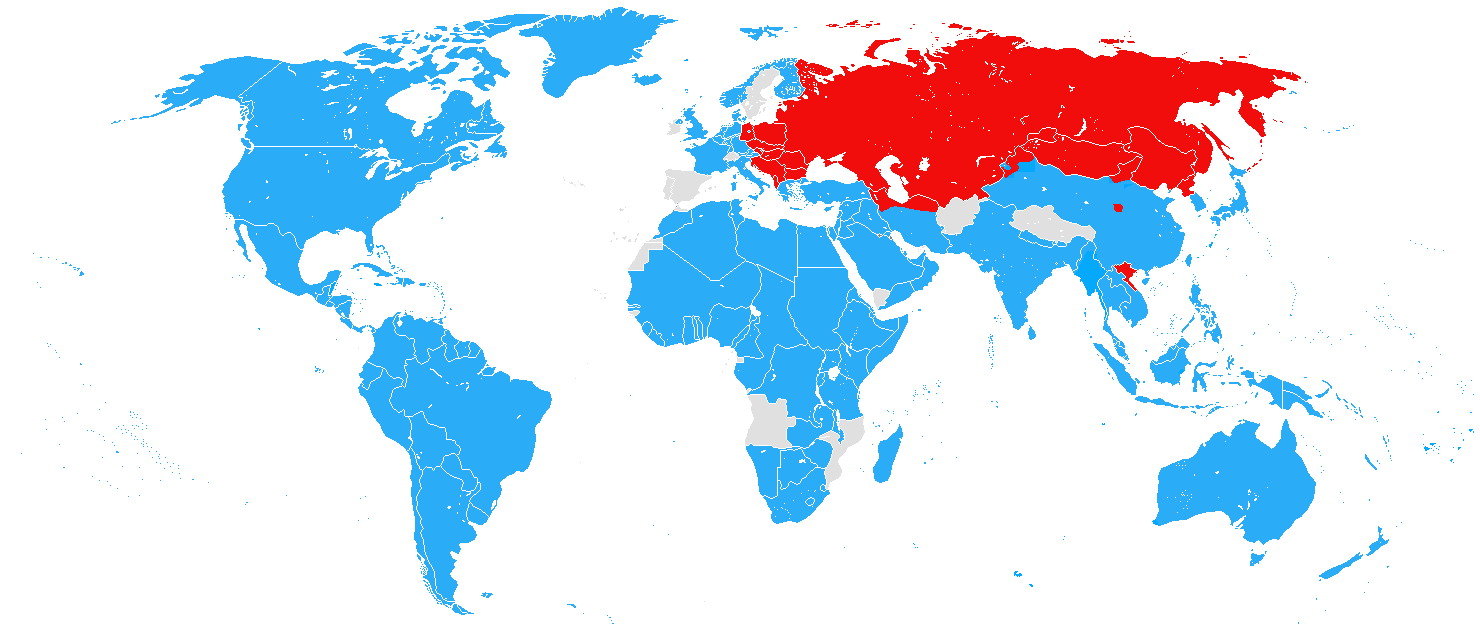
Двуполярный мир в 1946 году
западные союзники
восточные союзники

Двуполярный мир в 1959 году
Государства-члены НАТО
Другие союзники США и НАТО
Колонии европейских государств
Государства-члены Организации Варшавского договора
Другие союзники Варшавского договора
Неприсоединившиеся страны

Двуполярный мир в 1980 году
Страны-члены НАТО
Другие союзники США и НАТО
× Попытки антикоммунистических переворотов
Страны члены Варшавского Договора
Соц-страны союзники Варшавский договор
Другие союзники СССР
× Попытки коммунистических переворотов
Китай и Албания
Неприсоединившиеся страны
× Другие конфликты

- Острое политическое и идеологическое противостояние между социалистической и капиталистической системами, охватившее практически весь мир;
- Создание системы военных (НАТО, ОВД, СЕАТО, СЕНТО, АНЗЮС, АНЗЮК) и экономических (ЕЭС, СЭВ, АСЕАН и др.) союзов;
- Создание разветвлённой сети военных баз США и СССР на территории иностранных государств;
- Активная разведывательная деятельность, при помощи как самолётов и аэростатов[43], так и забрасываемых и внедряемых шпионов;
- Форсирование гонки вооружений и военных приготовлений;
- Резкий рост военных расходов;
- Периодически возникающие международные кризисы (Берлинские кризисы, Карибский кризис, Корейская война, Вьетнамская война, Афганская война);
- Интервенции в государствах просоветского и прокапиталистического пространства («раздел мира»), с целью свергнуть то или иное правительство под любым предлогом, и продемонстрировав при этом своё военное превосходство (советская интервенция в Венгрию, советская интервенция в Чехословакию, организованный США государственный переворот в Гватемале, организованное США и Великобританией свержение антизападного правительства в Иране, организованное США вторжение на Кубу, американская оккупация Доминиканской Республики, американская интервенция в Гренаду, Гражданская война в Конго);
- Подъём национально-освободительного движения в колониальных и зависимых странах и территориях (отчасти инспирированный СССР), деколонизация этих стран, формирование «третьего мира», Движение неприсоединения, неоколониализм;
- Ведение массированной «психологической войны», целью которой была пропаганда собственной идеологии и образа жизни, а также дискредитация в глазах населения «вражеских» стран и «третьего мира» официальной идеологии и образа жизни противоположного блока. С этой целью создавались радиостанции, вещавшие на территорию стран «идеологического противника» (см. вражеские голоса и иновещание), финансировался выпуск идеологически направленной литературы в своей стране (например, в США выпускались книги о возможности войны с СССР и давалась оценка сил НАТО и ОВД) и периодических изданий на иностранных языках, активно использовалось нагнетание классовых, расовых, национальных противоречий. Первое главное управление КГБ СССР осуществляло так называемые «активные мероприятия» — операции по воздействию на зарубежное общественное мнение и политику иностранных государств в интересах СССР;
- Поддержка антиправительственных сил за рубежом — СССР и его союзники поддерживали материально коммунистические партии и некоторые другие левые партии в странах Запада и развивающихся странах, а также национально-освободительные движения, включая террористические организации[44]. Также СССР и его союзники поддерживали движение за мир в странах Запада[45]. В свою очередь, спецслужбы США и Великобритании поддерживали и использовали в своих интересах такие антикоммунистические организации как Народно-трудовой союз, ОУН (б) (см. статью Операция «Аэродинамик»), Wolność i Niezawisłość в Польше, Горянское движение в Болгарии. США также с 1983 года тайно оказывали материальную помощь «Солидарности» в Польше[46][47], а также оказывали материальную помощь афганским моджахедам (Операция «Циклон») и «Контрас» в Никарагуа;
- Сокращение экономических и гуманитарных связей между государствами с различными социально-политическими системами;
- Бойкоты некоторых Олимпийских игр. Например, США и ряд других стран бойкотировали летние Олимпийские игры 1980 в Москве. В ответ СССР и большинство социалистических стран бойкотировали летнюю Олимпиаду 1984 в Лос-Анджелесе.

## Оценки
М. С. Горбачёв в интервью немецкой газете Welt am Sonntag отметил следующее:
Окончание холодной войны было нашей общей победой, но западные политики, и прежде всего США, объявили победителями себя. Трубили об этом повсюду. При этом не подумали: а как это будет воспринято в России, русскими, которые столько сделали для прекращения холодной войны и гонки вооружений. И как это повлияет на политику и на отношения между Россией и Западом — об этом тоже не подумали.
Из статьи Збигнева Бжезинского «Холодная война и её последствия»:

С геополитической точки зрения результат поражения СССР в холодной войне напоминает 1918 год. Потерпевшая поражение империя находится в стадии демонтажа. Как и в процессе прекращения предыдущих войн, здесь наблюдался отчётливо момент капитуляции. Вероятнее всего, такой момент наступил в Париже 19 ноября 1990 года. Там, на конклаве, проходившем в атмосфере показной дружественности, которая была призвана скрыть реалии ситуации, Михаил Горбачёв принял условия победителей. В завуалированных, изящных выражениях он назвал объединение Германии, которое произошло исключительно на западных условиях, великим событием. По существу же это было эквивалентом акта о капитуляции, подписанного в железнодорожном вагоне в Компьене в 1918 году или на борту линкора «Миссури» в августе 1945-го. Хотя это главное содержание было аккуратно упаковано в слова о дружбе.

Бывший заместитель министра иностранных дел СССР Анатолий Леонидович Адамишин так отозвался об окончании холодной войны:

Наша внешняя политика во времена Брежнева и Громыко была исключительно неподходящая для интересов страны. Ведь не может быть вход в Афганистан подходящим делом, не может быть подавление Чехословакии подходящим делом в интересах советского общества, не может быть эта гонка вооружений, не может быть конфронтация не только с американцами, но и со всем миром фактически. Потому что мы и с Китаем были на ножах, и с исламскими государствами на ножах, и с Израилем на ножах, что для нас было тоже довольно серьёзным ударом…

…. Как во время перестройки воспринимали Советский Союз? Это же было одно удовольствие. 
Бывший советский эксперт в области международных отношений Георгий Арбатов так сказал об окончании холодной войны:

Помню, в 1987 году в Вашингтоне на пресс-конференции я сказал фразу, которую вспоминаю до сих пор (я это запомнил потому, что не так часто удается сказать что-то, что западает людям в память). На пресс-конференции, в полемике, я заявил: «Мы сделаем для вас самое плохое из возможного — лишим вас врага». И, действительно, это было коренное изменение в отношениях и для американцев, и для нас...
...Вот так всё это развивалось, и соотношения сил, я считаю, никак не меняло. То есть сил обе стороны столько набрали, что в два раза уменьшили, потом еще в два раза уменьшили, потом можно еще, еще и еще уполовинивать, и всё равно слишком много останется. Помните, как-то у Макнамары спросили: сколько ядерных зарядов достаточно для сдерживания? Он сказал: одного. И это близко к истине.
Один лишь пример: у нас в 17 раз было меньше ядерных боеприпасов во время кубинского кризиса, чем у Америки. Тем не менее, для США это было достаточным. Соотношение сил, по существу, не менялось, а морально и политически обстановка изменялась коренным образом, причем, мне кажется, в пользу Советского Союза. Из отщепенцев, из нации маргинала мы стали, наоборот, самыми передовыми, а наш лидер стал самым популярным человеком в мире. И страна стала совсем иначе смотреться. Так что политически соотношение сил серьезно изменилось. А были ли отношения равноправными? Да, были. Они были равноправными, никакого неравноправия не было. Мы не просили денег у Америки, у МВФ и у Всемирного банка. И, худо или бедно, обходились без них, и всё было нормально.

## Уроки холодной войны
Джозеф Най, профессор Гарвардского университета, выступая на конференции «От Фултона до Мальты: как начиналась и как закончилась холодная война» (Горбачёв-Фонд, март 2005 года), указал на уроки, которые следует извлечь из холодной войны:
- кровопролития как средства урегулирования глобальных или региональных конфликтов можно избежать;
- существенную сдерживающую роль сыграло наличие у противоборствующих сторон ядерного оружия и понимание того, каким может стать мир после ядерного конфликта;
- ход развития конфликтов тесно связан с личными качествами конкретных лидеров (Сталин и Гарри Трумэн, Михаил Горбачёв и Рональд Рейган);
- военная мощь имеет существенное, но не решающее значение (США не достигли своих целей во Вьетнаме, а СССР — в Афганистане); в эпоху национализма и третьей индустриальной (информационной) революции управлять враждебно настроенным населением оккупированной страны невозможно;
- в этих условиях гораздо большую роль приобретает экономическая мощь государства и способность экономической системы приспосабливаться к требованиям современности, способность к постоянным инновациям;
- значительную роль играет использование мягких форм влияния, или soft power, то есть способности добиться от других желаемого, не принуждая (запугивая) их и не покупая их согласие, а привлекая на свою сторону. Сразу же после разгрома нацизма, СССР и коммунистические идеи обладали серьёзным потенциалом, но бо́льшая часть его была утрачена после событий в Венгрии и Чехословакии, и этот процесс продолжался по мере использования Советским Союзом своей военной мощи.

Доктор политических наук, доцент факультета мировой политики МГУ Алексей Фененко подчёркивает, что отношения СССР и США не имели характера непримиримой вражды и экзистенциальной ненависти, но представляли собой состязание двух сверхдержав в политике, а также идеологических систем коммунизма и либерализма. Это состязание предусматривало определённые правила, включающие уважительное отношение к противоположной стороне и признание наличия у противника достоинств, которые следовало перенять или превзойти. Он отмечает отсутствие в пропаганде обеих сторон ненависти к обычаям и культуре противника или злорадства по поводу гибели его солдат в региональных конфликтах.

## Память о холодной войне

### Памятные награды

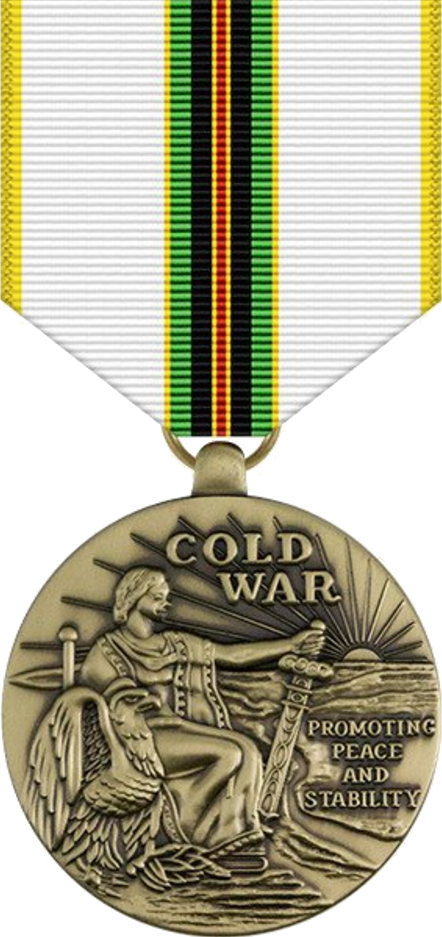
Cold War Victory Medal — Медаль «За победу в холодной войне» (США)

В 1997 году конгрессом США был учреждён памятный Сертификат службы во время холодной войны, который может быть вручён Министерством обороны США лицу, находившемуся на военной службе или являвшемуся служащим федерального правительственного учреждения в период холодной войны.
С 2001 года в конгрессе США было предложено несколько законопроектов об учреждении военной медали за участие в холодной войне (Cold War Service Medal). Ближе всего к принятию было предложение, поддержанное в 2007 году группой во главе с бывшим госсекретарём США Хиллари Клинтон. Был разработан дизайн медали, однако она так и не получила национального статуса, став неофициальной памятной наградой. Медаль могут самостоятельно приобретать, без права ношения, военнослужащие Вооружённых сил США и гражданские служащие федерального правительства, имеющие официальный сертификат о прохождении службы в период холодной войны. Однако медаль имеет официальный статус в Национальной Гвардии США штатов Луизиана, Техас и Аляска.

## Образ в искусстве

### Художественная литература
- Семёнов Ю. С. ТАСС уполномочен заявить
- Семёнов Ю. С. Межконтинентальный узел

### Кино
- ТАСС уполномочен заявить

### Музыка
- Мюзикл «Шахматы»
- АрктидА — альбом «На горизонте» Последняя цель

### Комментарии
1. ↑  Идеологическая борьба вышла на первый план в начале 1950-х годов, когда стало ясно, что Советский Союз обладает не только атомной, но и водородной бомбой, что делало прямой военный конфликт между США и СССР практически бессмысленным[11]
2. ↑  Советский Союз не был включён в список стран, которые должны были получить помощь, по формальной причине: официально СССР заявлял о положительном балансе бюджета, и, по мнению США, в помощи не нуждался. Вскоре после этого по настоянию Советского Союза социалистические страны, а также Финляндия, отказались от участия в «плане Маршалла» (хотя незадолго до этого и выражали желание принять американскую помощь). (Пихоя Р. Г. Советский Союз: история власти. 1945—1991. — Новосибирск: Сибирский хронограф, 2000, стр. 26-27)
3. ↑  Под влиянием ряда финансистов был издан меморандум о национальной безопасности № 68 от 1950 г. Этот документ открыл путь для строительства при помощи западных технологий более развитого, но и более зависимого от США Советского Союза.
В меморандуме утверждалось, что Советы не могут прогрессировать без западных технологий. Поэтому можно разрешить западным фирмам продолжить передачу технологий СССР.
Это будет иметь следующее значение. Во-первых, если требуется сменить технологии для достижения более эффективного уровня производства, то тогда получатель всегда остается в стороне от «тонкостей операций», и, таким образом, СССР не будет иметь стимула для создания собственных технологий, окажется в зависимости от западных технологий. Во-вторых, если СССР будет ввозить технологии, ему надо будет зарабатывать или занимать валюту западных стран для её оплаты. Зарабатывать валюту СССР сможет только экспортируя сырьё, что приведёт к преимущественно сырьевому развитию советской экономики. Если же СССР будет занимать деньги, то он окажется под контролем кредиторов. В то же время этот меморандум представил довод в пользу массированного усиления оборонной мощи США под предлогом будущей советской угрозы.
Цит. по Бокарев Ю. П. СССР и становление постиндустриального общества на Западе, 1970—1980-е. — М.: Наука, 2007. — 381 с. — ISBN 5-02-035261-6.
4. ↑  Подписание акта о капитуляции Японии состоялось не в августе, а 2 сентября 1945 года.

### Сноски
1. ↑  Фултонская речь Уинстона Черчилля
2. ↑  Кредер, 2005, с. 219.
3. ↑  Мальтийский саммит
4. 1 2 3 4 5  Шубин А. В. Холодная война Архивная копия от 8 октября 2015 на Wayback Machine // Кругосвет
5. ↑  Распад СССР
6. 1 2 3 4 5 6 7 8  Егорова, 2017, с. 132.
7. 1 2 3  Холодная война // Оксфордская Иллюстрированная Энциклопедия Всемирная история (с 1800 г. и до наших дней). — Весь мир, ИД «Инфра-М», Oxford University Press, 2000
8. 1 2  Холодная война // Дэвид Джери, Джулия Джери. Большой толковый социологический словарь, 2001
9. ↑  Шестаков, 2005, с. 791, 810.
10. ↑  Написание со строчной буквы без кавычек холодная война даётся по словарю: Лопатин В. В., Нечаева И. В., Чельцова Л. К. Прописная или строчная?: Орфографический словарь. — М.: Эксмо, 2009. — С. 469. — 512 с. — (Библиотека словарей ЭКСМО). — 3000 экз. — ISBN 978-5-699-20826-5.
11. 1 2  «Послы джаза»: как госдепартамент США с помощью музыки боролся с советской пропагандой Архивная копия от 24 мая 2020 на Wayback Machine, BBC, 24.05.2020
12. ↑  Roberts, G. Stalin’s Wars: From World War to Cold War, 1939—1953, Yale University Press, 2006. ISBN 0-300-11204-1.
13. ↑  Engel B. A., Матрин, Дж. Л. Б.[англ.]. Russia in World History (англ.) / Gen. ed. B. G. Smith[англ.], Ананд А. Ян. — Oxford—…: Oxford University Press, 2015. — P. 111. — (The New Oxford World History). — ISBN 978-0-19-994789-8.
14. ↑  Евгения Приемская. «Известия» 1992 года — об окончании холодной войны. Известия (1 февраля 2017). Дата обращения: 14 июля 2019. Архивировано 14 июля 2019 года.
15. ↑  Cold War Архивная копия от 8 мая 2015 на Wayback Machine // Encyclopædia Britannica
16. ↑  Orwell, «You and the Atomic Bomb Архивная копия от 18 декабря 2010 на Wayback Machine», Tribune 19 October 1945
17. ↑  «after the Moscow conference last December, Russia began to make a „cold war“ on Britain and the British Empire» — Orwell, George, The Observer, 10 March 1946.
18. ↑  (english) Bernard Baruch coins the term «Cold War» 16 April 1947 Архивная копия от 25 февраля 2009 на Wayback Machine — wwww.history.com
19. ↑  Курилла, 2024, с. 213.
20. ↑  Источник. Дата обращения: 20 мая 2012. Архивировано из оригинала 17 марта 2013 года.
21. ↑  Вторая мировая война. Черчилль У. Сокр. пер. с англ. Кн. третья, т. 5-6. М 1991, С. 574.
22. ↑  Византийское Наследство: Советско-турецкие территориальные проблемы на Потсдамской конференции. Дата обращения: 27 ноября 2008. Архивировано 23 мая 2013 года.
23. 1 2  Начало «Холодной войны». Дата обращения: 27 ноября 2008. Архивировано из оригинала 12 августа 2014 года.
24. ↑  «По сути дела, господин Черчилль стоит теперь на позиции поджигателей войны. И господин Черчилль здесь не одинок, — у него имеются друзья не только в Англии, но и в Соединённых Штатах Америки. Следует отметить, что господин Черчилль и его друзья поразительно напоминают в этом отношении Гитлера и его друзей.» Интервью И. В. Сталина газете «Правда» о речи Черчилля в Фултоне (14 марта 1946 года) Архивная копия от 25 июля 2020 на Wayback Machine
25. ↑  «Доктрина Трумэна». Дата обращения: 22 апреля 2021. Архивировано 13 мая 2021 года.
26. ↑  The Kasenkina Case
27. ↑  History of New York Архивировано 29 января 2012 года.
28. ↑  Консульские отношения СССР-США были восстановлены лишь через 24 года, в 1972 году.
29. ↑  Веденеев Д. В., Лисенко О. Є. Організація українських націоналістів і зарубіжні спецслужби (1920 - 1950-ті рр.) // Украинский исторический журнал. — Киев: Институт истории АН Украины, 2009. — № 3. — С. 139. Архивировано 2 марта 2012 года.
30. ↑  Richard Breitman and Norman J.W.Goda: Hitler’s Shadow. Nazi War Criminals, U.S.Intelligence, and the Cold War Архивная копия от 24 января 2011 на Wayback Machine p.86
31. ↑  Berlin Airlift. Дата обращения: 20 апреля 2019. Архивировано 20 апреля 2019 года.
32. ↑  From Liberation to Confrontation: The U.S. Army and Czechoslovakia 1945 to 1948. Дата обращения: 20 апреля 2019. Архивировано 2 февраля 2019 года.
33. ↑  Женевское совещание глав правительств четырёх держав 1955 // Большая советская энциклопедия : [в 30 т.] / гл. ред.  А. М. Прохоров. — 3-е изд. — М. : Советская энциклопедия, 1969—1978.
34. ↑  Запись беседы Г. К. Жукова с президентом США Эйзенхауэром 20 июля 1955 года в Женеве. Дата обращения: 1 октября 2012. Архивировано 22 сентября 2013 года.
35. ↑  В. Абаринов. One Man Show. Дата обращения: 1 октября 2012. Архивировано 5 октября 2012 года.
36. ↑  Рональд Рейган. Речь 16 февраля 1985 года. Дата обращения: 10 октября 2016. Архивировано 8 июля 2015 года.
37. ↑  U.S. Aid to Anti-Communist Rebels: The «Reagan Doctrine» and Its Pitfalls. Дата обращения: 10 октября 2016. Архивировано 16 июля 2012 года.
38. ↑  J. Easton, Nina. Gang of Five: Leaders at the Center of the Conservative Crusade, 2000.
39. ↑  Sensus Novus / Пуля из джунглей летела в обком. Как чёрный социалист собрал антисоветских партизан на «слёт племён». Дата обращения: 10 октября 2016. Архивировано 24 сентября 2015 года.
40. ↑  Крейтор Н.  От доктрины Рейгана до разрушения Советского Союза (1999)
41. ↑  https://www.bbc.com/russian/features-42483896
42. ↑  Проект выступления на Совместном заседании Конгресса Архивная копия от 25 апреля 2017 на Wayback Machine // Архив Егора Гайдара
43. ↑  Изощренный пригляд за Советами Архивная копия от 24 декабря 2016 на Wayback Machine // НГ, 23.12.2016
44. ↑  Советский архив, собран Владимиром Буковским. КПСС и ТЕРРОР В МИРЕ. Дата обращения: 11 ноября 2009. Архивировано 20 февраля 2010 года.
45. ↑  Советский архив, собран Владимиром Буковским. БОРЬБА за МИР. Дата обращения: 11 ноября 2009. Архивировано 20 февраля 2010 года.
46. ↑  The CIA and “Solidarity”. Дата обращения: 18 декабря 2023. Архивировано 15 февраля 2023 года.
47. ↑  HOW WE HELPED SOLIDARITY WIN. Дата обращения: 18 декабря 2023. Архивировано 4 августа 2023 года.
48. ↑  Горбачёв считает, что окончание холодной войны было общей победой Архивная копия от 22 октября 2019 на Wayback Machine // ТАСС, 21.10.2019
49. ↑  Zbigniew Brzezinski. The Cold War and Its Aftermath. Архивная копия от 23 апреля 2017 на Wayback Machine //
«Foreign Affairs» Vol. 71, No. 4, Fall, 1992; (pp. 31-49)
50. ↑  Сванидзе любит бомбёжки НАТО
51. ↑  Разбор полёта//Передача радиостанции «Эхо Москвы». Дата обращения: 12 октября 2012. Архивировано 21 сентября 2012 года.
52. ↑  Эпоха Горбачева – глазами современников. Дата обращения: 10 октября 2023. Архивировано 23 октября 2023 года.
53. ↑  Джозеф Най. Рифмы истории // Газета «Коммерсантъ» № 38 от 06.03.2006, стр. 8
54. ↑  Уникален ли наш опыт? Дата обращения: 14 декабря 2019. Архивировано 14 декабря 2019 года.